# Lummelundaån
Lummelundaån is een van de (relatief) kleine riviertjes die het Zweedse eiland Gotland rijk is.  Aan de monding liggen de bij toeristen populaire Lummelundagrotten. 
De rivier was tot laat in de 19e eeuw een belangrijke energieleverancier. Aan de monding is de Oostzee nabij Lummelunda (tevens naamgever) werd gebruikgemaakt van waterraderen om de industrie, zelfs metaalbewerking, aan te drijven. Het water van de rivier was afkomstig uit het Martebo myr (Martebo-moeras). Dat werd laat 19e eeuw drooggelegd voor de landbouw en vanaf dat moment zakte het waterpeil dramatisch. De industrie is bijna geheel verdwenen.